# South Miami Heights
South Miami Heights és una concentració de població designada pel cens dels Estats Units a l'estat de Florida. Segons el cens del 2000 tenia 33.522 habitants.

## Demografia
Segons el cens del 2000, South Miami Heights tenia 33.522 habitants, 9.931 habitatges, i 7.994 famílies. La densitat de població era de 2.625,3 habitants/km².
Dels 9.931 habitatges en un 43,7% hi vivien nens de menys de 18 anys, en un 51,3% hi vivien parelles casades, en un 22,7% dones solteres, i en un 19,5% no eren unitats familiars. En el 15,6% dels habitatges hi vivien persones soles el 6,2% de les quals corresponia a persones de 65 anys o més que vivien soles. El nombre mitjà de persones vivint en cada habitatge era de 3,34 i el nombre mitjà de persones que vivien en cada família era de 3,68.
Per edats la població es repartia de la següent manera: un 30,6% tenia menys de 18 anys, un 9,8% entre 18 i 24, un 29,3% entre 25 i 44, un 20,8% de 45 a 60 i un 9,5% 65 anys o més.
L'edat mediana era de 32 anys. Per cada 100 dones de 18 o més anys hi havia 88,4 homes.
La renda mediana per habitatge era de 34.899 $ i la renda mediana per família de 37.457 $. Els homes tenien una renda mediana de 25.768 $ mentre que les dones 22.080 $. La renda per capita de la població era de 12.315 $. Entorn del 14,8% de les famílies i el 17,2% de la població estaven per davall del llindar de pobresa.

## Poblacions més properes
El següent diagrama mostra les poblacions més properes.